# Jeroni Ferran Granell i Manresa
Jeroni Ferran Granell Manresa (Barcelona, 1867 - 1931) fue un arquitecto modernista español, titulado en 1891. 

## Biografía
Hijo del maestro de obras Jeroni Granell i Mundet, fue uno de los arquitectos más originales del modernismo barcelonés, con la creación de unos singulares esgrafiados en las fachadas de los edificios de viviendas, de las que nos ha dejado numerosas muestras en Barcelona. 
Pudiéndose destacar:
- (1895) casa Santaló, C / Mayor de Gracia 35
- (1900) c / Lauria, 82 y 84
- (1900) c / Gerona, 122,
- (1901 - 1903) c / Mallorca, 184-188
- (1903) Gran Vía de las Cortes Catalanas, 582 que sufrió una transformación en los años 50 y que han sido recuperadas.
- (1903) casa de la calle Padua, núm. 75
- (1904-1905) casa Elisa Bremon d'Espina, c/ Gran de Gràcia 61
- (1904) casa Rosendo Capellades, c / Bailén, 127
- C / Mayor de Gracia núm. 262 y 264.

Asociado primero con el vidriero Antoni Rigalt y con firma propia posteriormente, revitalizó el arte del vitral y fabricó gran parte de las vidrieras modernistas de Barcelona, como la del Palacio de la Música Catalana, la Casa Navàs o el Hospital de San Pablo.